# William Cavendish-Bentinck (gouverneur général des Indes)
Pour les articles homonymes, voir William Bentinck et William Cavendish-Bentinck.
William Henry Cavendish-Bentinck, connu comme Lord William Bentinck (14 septembre 1774 – 17 juin 1839), est un diplomate et officier britannique qui fut gouverneur général des Indes.

## Biographie
Il est le deuxième fils du premier ministre William Cavendish-Bentinck, 3e duc de Portland.
Il est dès l'âge de 29 ans (1803) gouverneur de Madras.

### Ambassadeur en Sicile
Il commande en Sicile les troupes britanniques qui protègent cette île contre les armes de Napoléon Ier.
Il est nommé pour apaiser l'île, alors que la famille royale et sa cour, dominée par les Napolitains, s'opposent aux aristocrates qui ont refusé de voter les impôts au Parlement en 1810, et dont cinq des plus influents membres sont déportés sur des îles, le prince de Belmonte et le prince de Castelnuovo sur Favignana, le prince de Villafranca à Pantellaria, le prince d’Aci à Ustica et le duc d’Angio à Marettimo, tous privés d'argent et de communication avec l'extérieur. Il débarque le 20 juillet 1811, avec pour mission d'obtenir le retour des cinq exilés, de former un gouvernement composés de Siciliens, et de promulguer une constitution inspirée de la monarchie parlementaire anglaise. Face à l'opposition de Ferdinand, il obtient de ses supérieurs, l'accord de renverser si nécessaire le roi au profit du prince héritier. François Ier est donc nommé vicaire du royaume.
Libéral, il aspire à un projet sicilien alternatif au modèle français révolutionnaire et napoléonien, et souhaite, à l'instar de la constitution de Cadix votée par les Cortès, une assemblée constituante. Malgré la reine Marie-Caroline d'Autriche, une constitution libérale est votée par le Parlement le 19 juillet 1812.
En 1814, ayant reçu la mission de soulever l'Italie contre les Français, il adresse plusieurs proclamations aux Italiens, et entraîne Gênes par la promesse du rétablissement de la République ; mais lord Castlereagh le désavoue et le congrès de Vienne livre les Génois au roi de Sardaigne.

### Gouverneur général des Indes
Nommé en 1828 gouverneur général du Bengale, il montre dans ses hautes fonctions, qu'il remplit jusqu'en 1833, beaucoup de talent et de désintéressement. Il combat l'usage qui obligeait les veuves à se brûler sur le corps de leur mari (le satî).
Sa réputation de gestionnaire sans états d'âme et de mépris pour la culture indienne suscite la légende maintes fois répétée de son projet de démolir le Taj Mahal pour en vendre le marbre. Selon son biographe John Rosselli, cette histoire vient de sa vente de marbres du Fort rouge d'Agra et du métal du Grand canon d'Agra, le plus grand canon jamais fondu, qui datait du règne d'Akbar,.
Bentinck revient au Royaume-Uni en 1835 ; il refuse d'entrer à la chambre des pairs et prend place à la Chambre des communes comme représentant de Glasgow.